# Сіретоко-Іво-Дзан
Сіретоко-Іво-Дзан (яп. 知床硫黄山 Сіретоко Іо: дзан?, «Сіра гора півострова Сіретоко») — вулкан, що знаходиться на півострові Сіретоко острову Хоккайдо (Японія) у рамках Курильської острівної дуги. Відомий також під назвами Іосан та Сіретоко Іодзан. Розміщений в межах селища Сярі. Виверження вулкану були відмічені у 1857, 1876, 1880, 1889, 1890, 1936 роках. Склад порід: піроксенові андезити та їх пірокласти. Нині він є слабоактивним.